# Discover (Software)
Discover ist eine grafische Benutzeroberfläche für die Paketverwaltung unter Linux und BSD als Teil des KDE-Projektes. Es dient dabei als App Store.

## Backends
Im Hintergrund setzt Discover auf PackageKit, das unterschiedliche native Paketverwaltungssysteme in einer Programmierschnittstelle zusammenfügt. Ist die gesamte Distribution aktualisierungsfähig kann Discover eine entsprechende Meldung anzeigen. Daneben bietet es Unterstützung für Flatpak und Snappy. Zudem bietet es eine Integration für AppImages an und wird zur Installation von Plasmoids verwendet. Zudem kann es zur Firmware-Aktualisierung verwendet werden.

## Konzept
Die Oberfläche ist mit dem Framework Kirigami entwickelt und kann sowohl auf dem Desktop-Computer als auch Smartphone verwendet werden. Discover richtet sich auch an Laien und bietet unter anderem Schutzmechanismen, damit nicht versehentlich wichtige Systempakete entfernt werden. Benötigen Komponenten einen Neustart so weist Discover ebenfalls darauf hin. Zudem sind Beschreibungen, Reviews und Sternebewertung mittels AppStream angebunden.